# Carlos Quintanilla Quiroga
Carlos Quintanilla Quiroga (Cochabamba, 2 de janeiro de 1888 — Cochabamba, 8 de junho de 1964) foi um militar e político boliviano e presidente de seu país entre 23 de agosto de 1939 e 15 de abril de 1940.